# مسجد تايبيه الثقافي
مسجد تايبيه الثقافي (بالصينية: 台北文化清真寺 ) هو مسجد في منطقة زوتغزانغ في تايبيه في تايوان، المسجد هو المسجد الثالث الذي تم بناؤه في تايوان ومملوكة من قبل عصبة شبيبة مسلمي الصين.

## التاريخ

### المبنى الأول
تم بناء مسجد تايبيه الثقافي في عام 1950 في شارع روزفلت، وكان البناء بواسطة شياو يونغتاى واخوند هسياو وهما من شمال غرب الصين، يقع المسجد في منزل على الطريقة اليابانية شياو، وكان الفكر الرئيسي لنشر الإسلام من خلال الحركة الثقافية، ونظرا لمخطط توسيع طريق روزفلت فقد قرر نقل المسجد القديم إلى موقعه الحالي بالقرب من الموقع القديم في طريق ألوهين، وكان المسجد القديم قد تم هدمه لبناء الطر الجديد .

### المبنى الحالي
تم تصميم المبنى الجديد لمسجد تايبيه الثقافي من قبل المهندس المعماري هوانغ مو تشون، وقد جرى على المسجد الجديد العديد من التجديدات التي تم بناؤها في المسجد الحالي، المسجد هو مبنى مكون من خمسة طوابق بني في عام 1983، وقد تم افتتاح المسجد خلال حفل حضره سفير المملكة العربية السعودية لدى جمهورية الصين الشعبية أسعد عبد عزيز الزهير، وفي عام 1990 توفي شياو امام المسجد وتولى ابنه شياو ويجونغ منصب الإمامة، تمت تحديث المسجد في عام 1990 بمساعدة المكتب الاقتصادي والتجاري الاندونيسي في تايبيه، وكان اخر تحديث حصل في المسجد في شهر أبريل من عام 2010.

## الأنشطة
خلافا لمسجد تايبيه الكبير الذي يعتمد في ادارته على صندوق المسجد بالإضافة لدعم كبيرا من الحكومة التايوانية وحزب الكومينتانغ، فان مسجد تايبيه الثقافي يعتمد بشكل كبير على التبرعات الخاصة، وهذا ما يجعله مسجد المدنيين حيث لا يوجد تتعاون جدي مع السلطات وأعضاء المسجد، عندما يمارس أئمة مسجد تايبيه الثقافي الأنشطة الدينية فإنهم غالبا ما يتبنون بعض تقاليد هان الصينية مثل عقد البخور وزيارة القبور وتلقي الأموال لتلاوة القرآن الكريم، بعد وفاة المسؤول عن المسجد ذهب مسجد تايبيه الثقافية إلى حالة الانخفاض والركود، الآن لا يوجد سوى عدد قليل من المسلمين يمارسون الصلاة في المسجد مع بعض العمال الأجانب والطلاب من جنوب شرق آسيا وجنوب آسيا، يحتوي مسجد تايبيه الثقافية مقر عصبة شبيبة مسلمي الصين كما يضم جمعية تنمية الحلال في تايوان.

## العمارة
مبنى مسجد تايبيه الثقافي مكون من خمسة طوابق تمثل بالكامل مسجد تايبيه الثقافي، ويعتبر المسجد مزيج من الثقافة التقليدية الإسلامية والعمارة الحديثة، الآن أصبح المبنى ركزا للأنشطة الدينية والثقافية للمسلمين في تايوان، كما يوفر مبنى المسجد مهاجع للمسافرين المسلمين والدعاة الأجانب الذين يأتون من دول العالم .